# M4 (vuurwapen)
De M4 (5,56x45mm) met als oorspronkelijke naam Model 4 Carbine is een karabijn van de United States Army. Het wapen is gebaseerd op de M16 (die weer gebaseerd was op de AR-15) en is bedoeld voor gevechten op middellange afstanden.
Het wapen is een kortere en lichtere variant van de M16A2 en komt voor 80% daarmee overeen. De M4 kan onder meer semiautomatisch en salvo's van 3 kogels afvuren (net als de M16A2), terwijl de M4A1 (een vernieuwde versie) een volautomatische stand heeft in plaats van de salvo's van 3 kogels.

## Overzicht

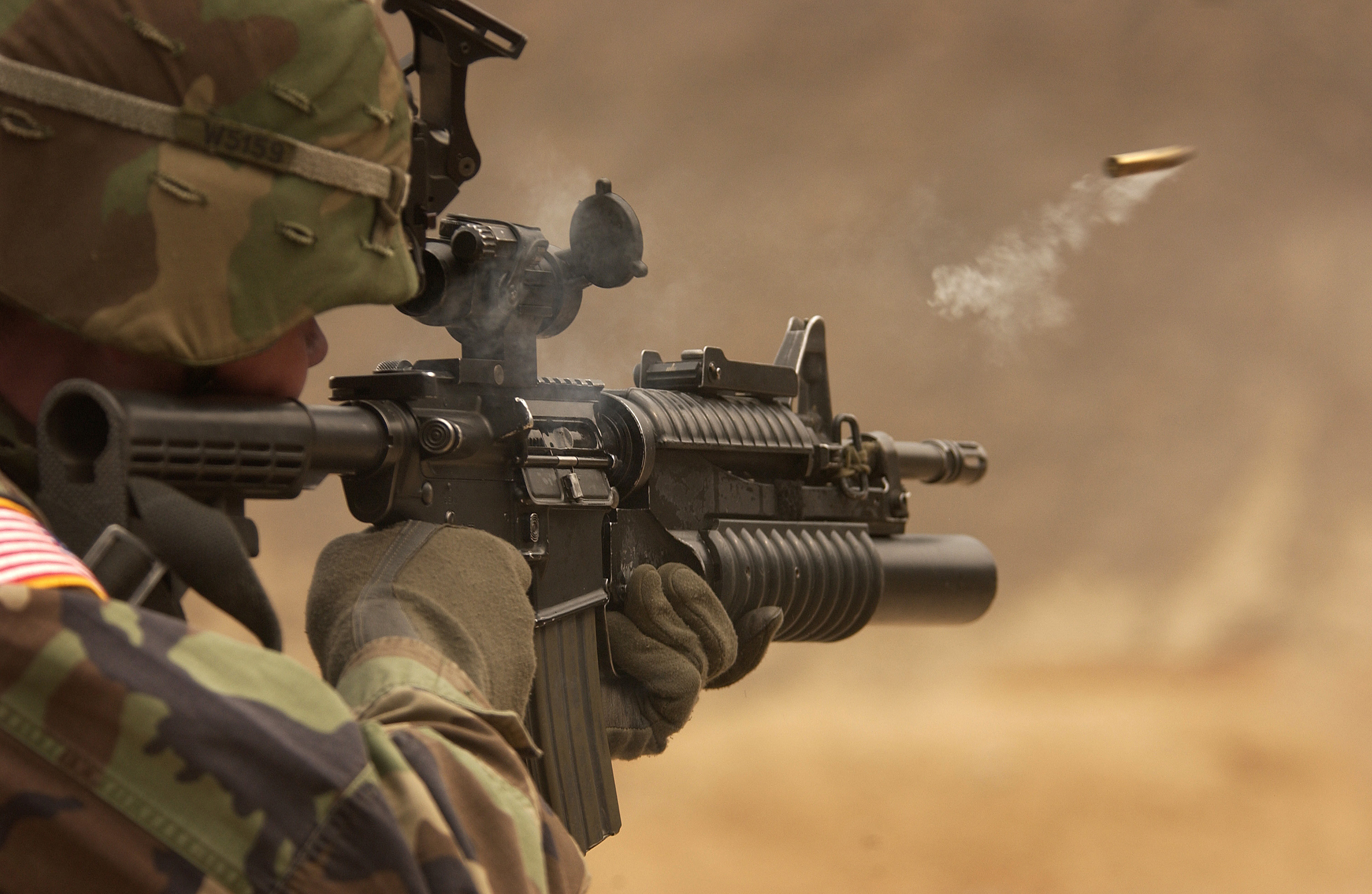
Een militair met een M4 met M203 vuurt een patroon af

Zowel de M4 als de M4A1 verschieten 5.56 x 45 mm NATO munitie, herladen met behulp van gasdruk, zijn luchtgekoeld, worden door een magazijn gevoed, hebben verschillende vuurmodi en een ineenschuivende kolf.
Zoals bij veel karabijnen is de M4 makkelijker te dragen dan een gewoon geweer. Dit maakt het wapen makkelijker voor troepen die niet bij de infanterie horen (onder andere voertuigbemanningen). Het is ook ideaal voor gevechten op korte afstand, luchtlandings- en speciale operaties. Het wapen is aangenomen door de United States Special Operations Command (USSOCOM) en wordt veelvuldig gebruikt bij de United States Army Special Forces. Maleisië heeft de M4 Carbine gekocht om de Steyr Aug in 2006 te vervangen.
De M4 is ontwikkeld door Colt en wordt geproduceerd voor de federale overheid van de Verenigde Staten. Colt heeft een exclusief contract om de M4 karabijnen tot 2009 te produceren; een aantal andere wapenfabrikanten bieden echter op M4 lijkende wapens aan. De M4 heeft samen met de M16A4 de M16 en M16A2 grotendeels vervangen. De Amerikaanse luchtmacht is bijvoorbeeld van plan volledig op de M4 over te gaan. De M4 heeft ook het M3A1 machinepistool vervangen dat sinds de Tweede Wereldoorlog in dienst was gebleven (vooral bij tankbemanningen). De M4 is gelijk aan veel vroegere compacte M16 versies, zoals de XM177 familie uit de jaren 60, hoewel zij een ander type munitie verschoten.

## Geschiedenis en varianten
Behalve de allereerste levering hebben alle Amerikaanse M4's en M4A1's een NAVO Picatinny rail boven op het wapen voor de bevestiging van optische vizieren, andere richtmiddelen en een afneembaar handvat.

### M4/M4A1
Het belangrijkste verschil tussen deze modellen is dat de M4 een "S-1-3" (veilig/semiautomatisch/salvo's van 3 patronen) vuurregelaar heeft, terwijl de M4A1 een "S-1-F" (veilig/semiautomatisch/volautomatisch) vuurregelaar heeft.

### M4A1
De M4A1 carbine is een variant van de standaard M4 karabijn bedoeld voor gebruik voor speciale operaties. De M4A1 is in gebruik bij veel Amerikaanse militaire eenheden, waaronder Delta Force, de U.S. Navy SEALs, het United States Marine Corps en de United States Army Rangers. Ook andere landen gebruiken de M4A1 of een kopie daarvan. De M4A1 is met name bij terrorismebestrijdings en speciale eenheden geliefd voor gebruik op korte afstand vanwege de compactheid en vuurkracht. Deze eigenschappen zijn ook erg bruikbaar in stadsgevechten. Hoewel de M4 een veel korter effectief bereik heeft dan de langere M16, vinden veel militaire kenners het gebruik van een klein wapen op een afstand van meer dan 300 meter onnodig. Het wapen is extreem effectief op een afstand van 150 meter of minder.

### SOPMOD Block I

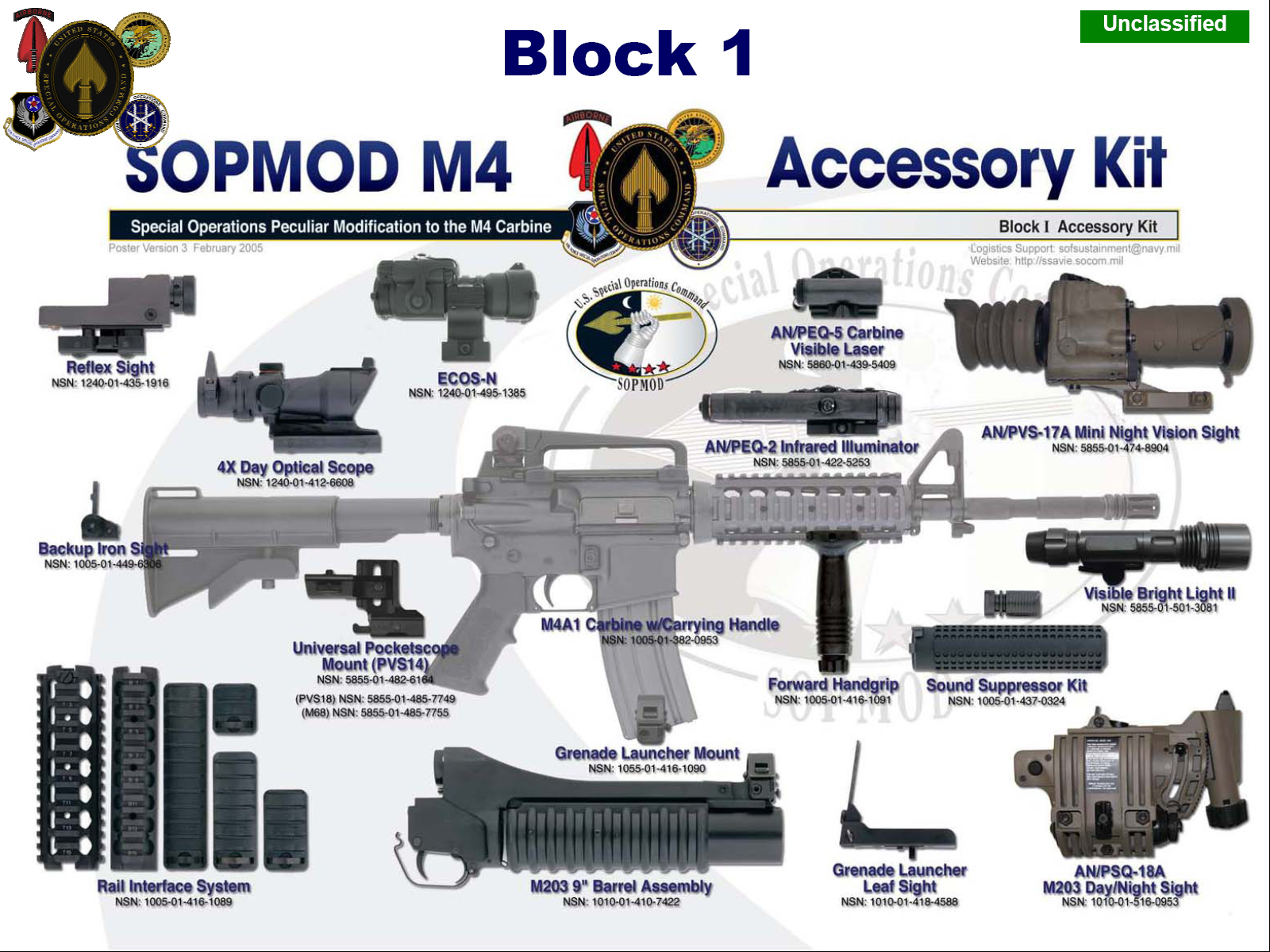
SOPMOD (Special Operations Peculiar Modification) Block I

USSOCOM ontwikkelden de Special Operations Peculiar Modification (SOPMOD) Block I set voor karabijnen die binnen de afdeling werden gebruikt. De set bestaat uit een M4A1 met een speciaal railsysteem waarop verschillende componenten bevestigd kunnen worden. Dit zijn een verkorte M203 granaatwerper, een geluiddemper, een vizier, een laser aanwijzer, een nachtzichtvizier en een vergrotend vizier. De set is ontwikkeld om aanpasbaar te zijn voor verschillende missies en is momenteel in dienst bij speciale eenheden.

### SOPMOD Block II
Een tweede generatie SOPMOD set (nu bekend als SOPMOD II) is momenteel in ontwikkeling met verschillende ontwikkelaars in strijd om een contract.
Varianten van de karabijn gebouwd door verschillende producenten zijn momenteel ook in dienst in vele andere militaire speciale eenheden, zoals de Australische Special Air Service Regiment (SASR). Onder andere de Diemaco C8 (in gebruik bij onder andere de Nederlandse krijgsmacht) is een gelicenseerde kopie van de M4A1 gefabriceerd in Canada.